# Predikstolbergets naturreservat
Predikstolbergets naturreservat är ett naturreservat i Skellefteå kommun i Västerbottens län.
Området är naturskyddat sedan 2023 och är 214 hektar stort. Reservatet ligger sydost om Åsele och består av toppen och sydsluttningen av berget Predikstolberget med äldre tallskog och nedanför längs med Lakasjöbäcken granskog.